# ヴェロニカ・ハメル
ヴェロニカ・ハメル（Veronica Hamel、1943年11月20日 - ）は、アメリカ合衆国の女優。
フィラデルフィア出身。テンプル大学卒業。主にテレビドラマを中心に出演、1981年から1987年まで『ヒルストリート・ブルース』に主人公の恋人で後に妻となるジョイス・ダヴェンポート弁護士役でレギュラー出演、プライムタイム・エミー賞に5回ノミネートされた。『LOST』では主人公ジャック・シェパードの母親マーゴ役を演じた。

## 主な出演作品

### 映画
- コールガール Klute (1971) クレジットなし
- 爆走!キャノンボール Cannonball (1976)
- クリスマス・ツリー The Gathering (1977) テレビ映画
- スキーリフト殺人事件 Ski Lift to Death (1978) テレビ映画
- ポセイドン・アドベンチャー2 Beyond the Poseidon Adventure (1979)
- 世界崩壊の序曲 When Time Ran Out (1980)
- 素晴らしきニューヨーカーたちへ A New Life (1988)
- ファイロファックス/トラブル手帳で大逆転 Taking Care of Business (1990)
- シー・セッド・ノー She Said No (1990) テレビ映画
- 真実の追跡者 Stop at Nothing (1991) テレビ映画
- モンスター・ファミリー Here Come the Munsters (1995) テレビ映画
- トゥルー・アイズ In the Blink of an Eye (1996) テレビ映画
- 監禁 Home Invasion (1997) テレビ映画
- ブサイクな妖精/愛しのレプリコーン The Last Leprechaun (1998)
- スケルトンライダー Bone Eater (2007) テレビ映画

### テレビドラマ
- 刑事コジャック Kojak (1975)
- 警官フォレスター Joe Forrester (1975)
- 華麗な探偵ピート&マック Switch (1976)
- シティ・オブ・エンジェル City of Angels (1976)
- ロックフォードの事件メモ The Rockford Files (1976)
- 刑事スタスキー&ハッチ Starsky and Hutch (1976-1978)
- 愛の嵐に Harold Robbins' 79 Park Avenue (1977) ミニシリーズ
- エディ・キャプラ・ミステリー The Eddie Capra Mysteries (1978)
- ダラス Dallas (1979)
- 特捜警部アイシャイド Eischied (1980)
- 愛と悲しみのハリウッド Jacqueline Susann's Valley of the Dolls (1981) ミニシリーズ
- ヒルストリート・ブルース Hill Street Blues (1981-1987)
- ケインとアベル/愛と野望に燃える日々 Kane and Abel (1985) ミニシリーズ
- 愛と野望の果てに Pursuit (1989) ミニシリーズ
- CIA/薔薇の復讐 Brotherhood of the Rose (1989) ミニシリーズ、クレジットなし
- 新・逃亡者 The Fugitive (2000)
- サード・ウォッチ Third Watch (2002-2003)
- LOST Lost (2004-2010)